# Badi II
Badi II, conosciuto anche come Il Barbuto (1644/5 – 1681), è stato un sovrano del Regno di Sennar.
Durante il suo regno, riuscì a conquistare il Regno di Taqali, situato verso l'ovest, e renderlo uno stato vassallo del proprio regno.